# Россолимо, Николас
Николас Россоли́мо (англ. Nicolas Rossolimo; 28 февраля 1910, Киев — 24 июля 1975, Нью-Йорк) — американский, ранее французский, ранее российский, шахматист и шахматный композитор, гроссмейстер (1953).

## Творческий путь
|   | a | b | c | d | e | f | g | h |   |
| - | --- | --- | --- | --- | --- | --- | --- | --- | - |
| 8 | a8 чёрная ладья · c8 чёрный слон · d8 чёрный ферзь · e8 чёрный король · f8 чёрный слон · g8 чёрный конь · h8 чёрная ладья · a7 чёрная пешка · b7 чёрная пешка · d7 чёрная пешка · e7 чёрная пешка · f7 чёрная пешка · g7 чёрная пешка · h7 чёрная пешка · c6 чёрный конь · b5 белый слон · c5 чёрная пешка · e4 белая пешка · f3 белый конь · a2 белая пешка · b2 белая пешка · c2 белая пешка · d2 белая пешка · f2 белая пешка · g2 белая пешка · h2 белая пешка · a1 белая ладья · b1 белый конь · c1 белый слон · d1 белый ферзь · e1 белый король · h1 белая ладья | a8 чёрная ладья · c8 чёрный слон · d8 чёрный ферзь · e8 чёрный король · f8 чёрный слон · g8 чёрный конь · h8 чёрная ладья · a7 чёрная пешка · b7 чёрная пешка · d7 чёрная пешка · e7 чёрная пешка · f7 чёрная пешка · g7 чёрная пешка · h7 чёрная пешка · c6 чёрный конь · b5 белый слон · c5 чёрная пешка · e4 белая пешка · f3 белый конь · a2 белая пешка · b2 белая пешка · c2 белая пешка · d2 белая пешка · f2 белая пешка · g2 белая пешка · h2 белая пешка · a1 белая ладья · b1 белый конь · c1 белый слон · d1 белый ферзь · e1 белый король · h1 белая ладья | a8 чёрная ладья · c8 чёрный слон · d8 чёрный ферзь · e8 чёрный король · f8 чёрный слон · g8 чёрный конь · h8 чёрная ладья · a7 чёрная пешка · b7 чёрная пешка · d7 чёрная пешка · e7 чёрная пешка · f7 чёрная пешка · g7 чёрная пешка · h7 чёрная пешка · c6 чёрный конь · b5 белый слон · c5 чёрная пешка · e4 белая пешка · f3 белый конь · a2 белая пешка · b2 белая пешка · c2 белая пешка · d2 белая пешка · f2 белая пешка · g2 белая пешка · h2 белая пешка · a1 белая ладья · b1 белый конь · c1 белый слон · d1 белый ферзь · e1 белый король · h1 белая ладья | a8 чёрная ладья · c8 чёрный слон · d8 чёрный ферзь · e8 чёрный король · f8 чёрный слон · g8 чёрный конь · h8 чёрная ладья · a7 чёрная пешка · b7 чёрная пешка · d7 чёрная пешка · e7 чёрная пешка · f7 чёрная пешка · g7 чёрная пешка · h7 чёрная пешка · c6 чёрный конь · b5 белый слон · c5 чёрная пешка · e4 белая пешка · f3 белый конь · a2 белая пешка · b2 белая пешка · c2 белая пешка · d2 белая пешка · f2 белая пешка · g2 белая пешка · h2 белая пешка · a1 белая ладья · b1 белый конь · c1 белый слон · d1 белый ферзь · e1 белый король · h1 белая ладья | a8 чёрная ладья · c8 чёрный слон · d8 чёрный ферзь · e8 чёрный король · f8 чёрный слон · g8 чёрный конь · h8 чёрная ладья · a7 чёрная пешка · b7 чёрная пешка · d7 чёрная пешка · e7 чёрная пешка · f7 чёрная пешка · g7 чёрная пешка · h7 чёрная пешка · c6 чёрный конь · b5 белый слон · c5 чёрная пешка · e4 белая пешка · f3 белый конь · a2 белая пешка · b2 белая пешка · c2 белая пешка · d2 белая пешка · f2 белая пешка · g2 белая пешка · h2 белая пешка · a1 белая ладья · b1 белый конь · c1 белый слон · d1 белый ферзь · e1 белый король · h1 белая ладья | a8 чёрная ладья · c8 чёрный слон · d8 чёрный ферзь · e8 чёрный король · f8 чёрный слон · g8 чёрный конь · h8 чёрная ладья · a7 чёрная пешка · b7 чёрная пешка · d7 чёрная пешка · e7 чёрная пешка · f7 чёрная пешка · g7 чёрная пешка · h7 чёрная пешка · c6 чёрный конь · b5 белый слон · c5 чёрная пешка · e4 белая пешка · f3 белый конь · a2 белая пешка · b2 белая пешка · c2 белая пешка · d2 белая пешка · f2 белая пешка · g2 белая пешка · h2 белая пешка · a1 белая ладья · b1 белый конь · c1 белый слон · d1 белый ферзь · e1 белый король · h1 белая ладья | a8 чёрная ладья · c8 чёрный слон · d8 чёрный ферзь · e8 чёрный король · f8 чёрный слон · g8 чёрный конь · h8 чёрная ладья · a7 чёрная пешка · b7 чёрная пешка · d7 чёрная пешка · e7 чёрная пешка · f7 чёрная пешка · g7 чёрная пешка · h7 чёрная пешка · c6 чёрный конь · b5 белый слон · c5 чёрная пешка · e4 белая пешка · f3 белый конь · a2 белая пешка · b2 белая пешка · c2 белая пешка · d2 белая пешка · f2 белая пешка · g2 белая пешка · h2 белая пешка · a1 белая ладья · b1 белый конь · c1 белый слон · d1 белый ферзь · e1 белый король · h1 белая ладья | a8 чёрная ладья · c8 чёрный слон · d8 чёрный ферзь · e8 чёрный король · f8 чёрный слон · g8 чёрный конь · h8 чёрная ладья · a7 чёрная пешка · b7 чёрная пешка · d7 чёрная пешка · e7 чёрная пешка · f7 чёрная пешка · g7 чёрная пешка · h7 чёрная пешка · c6 чёрный конь · b5 белый слон · c5 чёрная пешка · e4 белая пешка · f3 белый конь · a2 белая пешка · b2 белая пешка · c2 белая пешка · d2 белая пешка · f2 белая пешка · g2 белая пешка · h2 белая пешка · a1 белая ладья · b1 белый конь · c1 белый слон · d1 белый ферзь · e1 белый король · h1 белая ладья | 8 |
| 7 | a8 чёрная ладья · c8 чёрный слон · d8 чёрный ферзь · e8 чёрный король · f8 чёрный слон · g8 чёрный конь · h8 чёрная ладья · a7 чёрная пешка · b7 чёрная пешка · d7 чёрная пешка · e7 чёрная пешка · f7 чёрная пешка · g7 чёрная пешка · h7 чёрная пешка · c6 чёрный конь · b5 белый слон · c5 чёрная пешка · e4 белая пешка · f3 белый конь · a2 белая пешка · b2 белая пешка · c2 белая пешка · d2 белая пешка · f2 белая пешка · g2 белая пешка · h2 белая пешка · a1 белая ладья · b1 белый конь · c1 белый слон · d1 белый ферзь · e1 белый король · h1 белая ладья | a8 чёрная ладья · c8 чёрный слон · d8 чёрный ферзь · e8 чёрный король · f8 чёрный слон · g8 чёрный конь · h8 чёрная ладья · a7 чёрная пешка · b7 чёрная пешка · d7 чёрная пешка · e7 чёрная пешка · f7 чёрная пешка · g7 чёрная пешка · h7 чёрная пешка · c6 чёрный конь · b5 белый слон · c5 чёрная пешка · e4 белая пешка · f3 белый конь · a2 белая пешка · b2 белая пешка · c2 белая пешка · d2 белая пешка · f2 белая пешка · g2 белая пешка · h2 белая пешка · a1 белая ладья · b1 белый конь · c1 белый слон · d1 белый ферзь · e1 белый король · h1 белая ладья | a8 чёрная ладья · c8 чёрный слон · d8 чёрный ферзь · e8 чёрный король · f8 чёрный слон · g8 чёрный конь · h8 чёрная ладья · a7 чёрная пешка · b7 чёрная пешка · d7 чёрная пешка · e7 чёрная пешка · f7 чёрная пешка · g7 чёрная пешка · h7 чёрная пешка · c6 чёрный конь · b5 белый слон · c5 чёрная пешка · e4 белая пешка · f3 белый конь · a2 белая пешка · b2 белая пешка · c2 белая пешка · d2 белая пешка · f2 белая пешка · g2 белая пешка · h2 белая пешка · a1 белая ладья · b1 белый конь · c1 белый слон · d1 белый ферзь · e1 белый король · h1 белая ладья | a8 чёрная ладья · c8 чёрный слон · d8 чёрный ферзь · e8 чёрный король · f8 чёрный слон · g8 чёрный конь · h8 чёрная ладья · a7 чёрная пешка · b7 чёрная пешка · d7 чёрная пешка · e7 чёрная пешка · f7 чёрная пешка · g7 чёрная пешка · h7 чёрная пешка · c6 чёрный конь · b5 белый слон · c5 чёрная пешка · e4 белая пешка · f3 белый конь · a2 белая пешка · b2 белая пешка · c2 белая пешка · d2 белая пешка · f2 белая пешка · g2 белая пешка · h2 белая пешка · a1 белая ладья · b1 белый конь · c1 белый слон · d1 белый ферзь · e1 белый король · h1 белая ладья | a8 чёрная ладья · c8 чёрный слон · d8 чёрный ферзь · e8 чёрный король · f8 чёрный слон · g8 чёрный конь · h8 чёрная ладья · a7 чёрная пешка · b7 чёрная пешка · d7 чёрная пешка · e7 чёрная пешка · f7 чёрная пешка · g7 чёрная пешка · h7 чёрная пешка · c6 чёрный конь · b5 белый слон · c5 чёрная пешка · e4 белая пешка · f3 белый конь · a2 белая пешка · b2 белая пешка · c2 белая пешка · d2 белая пешка · f2 белая пешка · g2 белая пешка · h2 белая пешка · a1 белая ладья · b1 белый конь · c1 белый слон · d1 белый ферзь · e1 белый король · h1 белая ладья | a8 чёрная ладья · c8 чёрный слон · d8 чёрный ферзь · e8 чёрный король · f8 чёрный слон · g8 чёрный конь · h8 чёрная ладья · a7 чёрная пешка · b7 чёрная пешка · d7 чёрная пешка · e7 чёрная пешка · f7 чёрная пешка · g7 чёрная пешка · h7 чёрная пешка · c6 чёрный конь · b5 белый слон · c5 чёрная пешка · e4 белая пешка · f3 белый конь · a2 белая пешка · b2 белая пешка · c2 белая пешка · d2 белая пешка · f2 белая пешка · g2 белая пешка · h2 белая пешка · a1 белая ладья · b1 белый конь · c1 белый слон · d1 белый ферзь · e1 белый король · h1 белая ладья | a8 чёрная ладья · c8 чёрный слон · d8 чёрный ферзь · e8 чёрный король · f8 чёрный слон · g8 чёрный конь · h8 чёрная ладья · a7 чёрная пешка · b7 чёрная пешка · d7 чёрная пешка · e7 чёрная пешка · f7 чёрная пешка · g7 чёрная пешка · h7 чёрная пешка · c6 чёрный конь · b5 белый слон · c5 чёрная пешка · e4 белая пешка · f3 белый конь · a2 белая пешка · b2 белая пешка · c2 белая пешка · d2 белая пешка · f2 белая пешка · g2 белая пешка · h2 белая пешка · a1 белая ладья · b1 белый конь · c1 белый слон · d1 белый ферзь · e1 белый король · h1 белая ладья | a8 чёрная ладья · c8 чёрный слон · d8 чёрный ферзь · e8 чёрный король · f8 чёрный слон · g8 чёрный конь · h8 чёрная ладья · a7 чёрная пешка · b7 чёрная пешка · d7 чёрная пешка · e7 чёрная пешка · f7 чёрная пешка · g7 чёрная пешка · h7 чёрная пешка · c6 чёрный конь · b5 белый слон · c5 чёрная пешка · e4 белая пешка · f3 белый конь · a2 белая пешка · b2 белая пешка · c2 белая пешка · d2 белая пешка · f2 белая пешка · g2 белая пешка · h2 белая пешка · a1 белая ладья · b1 белый конь · c1 белый слон · d1 белый ферзь · e1 белый король · h1 белая ладья | 7 |
| 6 | a8 чёрная ладья · c8 чёрный слон · d8 чёрный ферзь · e8 чёрный король · f8 чёрный слон · g8 чёрный конь · h8 чёрная ладья · a7 чёрная пешка · b7 чёрная пешка · d7 чёрная пешка · e7 чёрная пешка · f7 чёрная пешка · g7 чёрная пешка · h7 чёрная пешка · c6 чёрный конь · b5 белый слон · c5 чёрная пешка · e4 белая пешка · f3 белый конь · a2 белая пешка · b2 белая пешка · c2 белая пешка · d2 белая пешка · f2 белая пешка · g2 белая пешка · h2 белая пешка · a1 белая ладья · b1 белый конь · c1 белый слон · d1 белый ферзь · e1 белый король · h1 белая ладья | a8 чёрная ладья · c8 чёрный слон · d8 чёрный ферзь · e8 чёрный король · f8 чёрный слон · g8 чёрный конь · h8 чёрная ладья · a7 чёрная пешка · b7 чёрная пешка · d7 чёрная пешка · e7 чёрная пешка · f7 чёрная пешка · g7 чёрная пешка · h7 чёрная пешка · c6 чёрный конь · b5 белый слон · c5 чёрная пешка · e4 белая пешка · f3 белый конь · a2 белая пешка · b2 белая пешка · c2 белая пешка · d2 белая пешка · f2 белая пешка · g2 белая пешка · h2 белая пешка · a1 белая ладья · b1 белый конь · c1 белый слон · d1 белый ферзь · e1 белый король · h1 белая ладья | a8 чёрная ладья · c8 чёрный слон · d8 чёрный ферзь · e8 чёрный король · f8 чёрный слон · g8 чёрный конь · h8 чёрная ладья · a7 чёрная пешка · b7 чёрная пешка · d7 чёрная пешка · e7 чёрная пешка · f7 чёрная пешка · g7 чёрная пешка · h7 чёрная пешка · c6 чёрный конь · b5 белый слон · c5 чёрная пешка · e4 белая пешка · f3 белый конь · a2 белая пешка · b2 белая пешка · c2 белая пешка · d2 белая пешка · f2 белая пешка · g2 белая пешка · h2 белая пешка · a1 белая ладья · b1 белый конь · c1 белый слон · d1 белый ферзь · e1 белый король · h1 белая ладья | a8 чёрная ладья · c8 чёрный слон · d8 чёрный ферзь · e8 чёрный король · f8 чёрный слон · g8 чёрный конь · h8 чёрная ладья · a7 чёрная пешка · b7 чёрная пешка · d7 чёрная пешка · e7 чёрная пешка · f7 чёрная пешка · g7 чёрная пешка · h7 чёрная пешка · c6 чёрный конь · b5 белый слон · c5 чёрная пешка · e4 белая пешка · f3 белый конь · a2 белая пешка · b2 белая пешка · c2 белая пешка · d2 белая пешка · f2 белая пешка · g2 белая пешка · h2 белая пешка · a1 белая ладья · b1 белый конь · c1 белый слон · d1 белый ферзь · e1 белый король · h1 белая ладья | a8 чёрная ладья · c8 чёрный слон · d8 чёрный ферзь · e8 чёрный король · f8 чёрный слон · g8 чёрный конь · h8 чёрная ладья · a7 чёрная пешка · b7 чёрная пешка · d7 чёрная пешка · e7 чёрная пешка · f7 чёрная пешка · g7 чёрная пешка · h7 чёрная пешка · c6 чёрный конь · b5 белый слон · c5 чёрная пешка · e4 белая пешка · f3 белый конь · a2 белая пешка · b2 белая пешка · c2 белая пешка · d2 белая пешка · f2 белая пешка · g2 белая пешка · h2 белая пешка · a1 белая ладья · b1 белый конь · c1 белый слон · d1 белый ферзь · e1 белый король · h1 белая ладья | a8 чёрная ладья · c8 чёрный слон · d8 чёрный ферзь · e8 чёрный король · f8 чёрный слон · g8 чёрный конь · h8 чёрная ладья · a7 чёрная пешка · b7 чёрная пешка · d7 чёрная пешка · e7 чёрная пешка · f7 чёрная пешка · g7 чёрная пешка · h7 чёрная пешка · c6 чёрный конь · b5 белый слон · c5 чёрная пешка · e4 белая пешка · f3 белый конь · a2 белая пешка · b2 белая пешка · c2 белая пешка · d2 белая пешка · f2 белая пешка · g2 белая пешка · h2 белая пешка · a1 белая ладья · b1 белый конь · c1 белый слон · d1 белый ферзь · e1 белый король · h1 белая ладья | a8 чёрная ладья · c8 чёрный слон · d8 чёрный ферзь · e8 чёрный король · f8 чёрный слон · g8 чёрный конь · h8 чёрная ладья · a7 чёрная пешка · b7 чёрная пешка · d7 чёрная пешка · e7 чёрная пешка · f7 чёрная пешка · g7 чёрная пешка · h7 чёрная пешка · c6 чёрный конь · b5 белый слон · c5 чёрная пешка · e4 белая пешка · f3 белый конь · a2 белая пешка · b2 белая пешка · c2 белая пешка · d2 белая пешка · f2 белая пешка · g2 белая пешка · h2 белая пешка · a1 белая ладья · b1 белый конь · c1 белый слон · d1 белый ферзь · e1 белый король · h1 белая ладья | a8 чёрная ладья · c8 чёрный слон · d8 чёрный ферзь · e8 чёрный король · f8 чёрный слон · g8 чёрный конь · h8 чёрная ладья · a7 чёрная пешка · b7 чёрная пешка · d7 чёрная пешка · e7 чёрная пешка · f7 чёрная пешка · g7 чёрная пешка · h7 чёрная пешка · c6 чёрный конь · b5 белый слон · c5 чёрная пешка · e4 белая пешка · f3 белый конь · a2 белая пешка · b2 белая пешка · c2 белая пешка · d2 белая пешка · f2 белая пешка · g2 белая пешка · h2 белая пешка · a1 белая ладья · b1 белый конь · c1 белый слон · d1 белый ферзь · e1 белый король · h1 белая ладья | 6 |
| 5 | a8 чёрная ладья · c8 чёрный слон · d8 чёрный ферзь · e8 чёрный король · f8 чёрный слон · g8 чёрный конь · h8 чёрная ладья · a7 чёрная пешка · b7 чёрная пешка · d7 чёрная пешка · e7 чёрная пешка · f7 чёрная пешка · g7 чёрная пешка · h7 чёрная пешка · c6 чёрный конь · b5 белый слон · c5 чёрная пешка · e4 белая пешка · f3 белый конь · a2 белая пешка · b2 белая пешка · c2 белая пешка · d2 белая пешка · f2 белая пешка · g2 белая пешка · h2 белая пешка · a1 белая ладья · b1 белый конь · c1 белый слон · d1 белый ферзь · e1 белый король · h1 белая ладья | a8 чёрная ладья · c8 чёрный слон · d8 чёрный ферзь · e8 чёрный король · f8 чёрный слон · g8 чёрный конь · h8 чёрная ладья · a7 чёрная пешка · b7 чёрная пешка · d7 чёрная пешка · e7 чёрная пешка · f7 чёрная пешка · g7 чёрная пешка · h7 чёрная пешка · c6 чёрный конь · b5 белый слон · c5 чёрная пешка · e4 белая пешка · f3 белый конь · a2 белая пешка · b2 белая пешка · c2 белая пешка · d2 белая пешка · f2 белая пешка · g2 белая пешка · h2 белая пешка · a1 белая ладья · b1 белый конь · c1 белый слон · d1 белый ферзь · e1 белый король · h1 белая ладья | a8 чёрная ладья · c8 чёрный слон · d8 чёрный ферзь · e8 чёрный король · f8 чёрный слон · g8 чёрный конь · h8 чёрная ладья · a7 чёрная пешка · b7 чёрная пешка · d7 чёрная пешка · e7 чёрная пешка · f7 чёрная пешка · g7 чёрная пешка · h7 чёрная пешка · c6 чёрный конь · b5 белый слон · c5 чёрная пешка · e4 белая пешка · f3 белый конь · a2 белая пешка · b2 белая пешка · c2 белая пешка · d2 белая пешка · f2 белая пешка · g2 белая пешка · h2 белая пешка · a1 белая ладья · b1 белый конь · c1 белый слон · d1 белый ферзь · e1 белый король · h1 белая ладья | a8 чёрная ладья · c8 чёрный слон · d8 чёрный ферзь · e8 чёрный король · f8 чёрный слон · g8 чёрный конь · h8 чёрная ладья · a7 чёрная пешка · b7 чёрная пешка · d7 чёрная пешка · e7 чёрная пешка · f7 чёрная пешка · g7 чёрная пешка · h7 чёрная пешка · c6 чёрный конь · b5 белый слон · c5 чёрная пешка · e4 белая пешка · f3 белый конь · a2 белая пешка · b2 белая пешка · c2 белая пешка · d2 белая пешка · f2 белая пешка · g2 белая пешка · h2 белая пешка · a1 белая ладья · b1 белый конь · c1 белый слон · d1 белый ферзь · e1 белый король · h1 белая ладья | a8 чёрная ладья · c8 чёрный слон · d8 чёрный ферзь · e8 чёрный король · f8 чёрный слон · g8 чёрный конь · h8 чёрная ладья · a7 чёрная пешка · b7 чёрная пешка · d7 чёрная пешка · e7 чёрная пешка · f7 чёрная пешка · g7 чёрная пешка · h7 чёрная пешка · c6 чёрный конь · b5 белый слон · c5 чёрная пешка · e4 белая пешка · f3 белый конь · a2 белая пешка · b2 белая пешка · c2 белая пешка · d2 белая пешка · f2 белая пешка · g2 белая пешка · h2 белая пешка · a1 белая ладья · b1 белый конь · c1 белый слон · d1 белый ферзь · e1 белый король · h1 белая ладья | a8 чёрная ладья · c8 чёрный слон · d8 чёрный ферзь · e8 чёрный король · f8 чёрный слон · g8 чёрный конь · h8 чёрная ладья · a7 чёрная пешка · b7 чёрная пешка · d7 чёрная пешка · e7 чёрная пешка · f7 чёрная пешка · g7 чёрная пешка · h7 чёрная пешка · c6 чёрный конь · b5 белый слон · c5 чёрная пешка · e4 белая пешка · f3 белый конь · a2 белая пешка · b2 белая пешка · c2 белая пешка · d2 белая пешка · f2 белая пешка · g2 белая пешка · h2 белая пешка · a1 белая ладья · b1 белый конь · c1 белый слон · d1 белый ферзь · e1 белый король · h1 белая ладья | a8 чёрная ладья · c8 чёрный слон · d8 чёрный ферзь · e8 чёрный король · f8 чёрный слон · g8 чёрный конь · h8 чёрная ладья · a7 чёрная пешка · b7 чёрная пешка · d7 чёрная пешка · e7 чёрная пешка · f7 чёрная пешка · g7 чёрная пешка · h7 чёрная пешка · c6 чёрный конь · b5 белый слон · c5 чёрная пешка · e4 белая пешка · f3 белый конь · a2 белая пешка · b2 белая пешка · c2 белая пешка · d2 белая пешка · f2 белая пешка · g2 белая пешка · h2 белая пешка · a1 белая ладья · b1 белый конь · c1 белый слон · d1 белый ферзь · e1 белый король · h1 белая ладья | a8 чёрная ладья · c8 чёрный слон · d8 чёрный ферзь · e8 чёрный король · f8 чёрный слон · g8 чёрный конь · h8 чёрная ладья · a7 чёрная пешка · b7 чёрная пешка · d7 чёрная пешка · e7 чёрная пешка · f7 чёрная пешка · g7 чёрная пешка · h7 чёрная пешка · c6 чёрный конь · b5 белый слон · c5 чёрная пешка · e4 белая пешка · f3 белый конь · a2 белая пешка · b2 белая пешка · c2 белая пешка · d2 белая пешка · f2 белая пешка · g2 белая пешка · h2 белая пешка · a1 белая ладья · b1 белый конь · c1 белый слон · d1 белый ферзь · e1 белый король · h1 белая ладья | 5 |
| 4 | a8 чёрная ладья · c8 чёрный слон · d8 чёрный ферзь · e8 чёрный король · f8 чёрный слон · g8 чёрный конь · h8 чёрная ладья · a7 чёрная пешка · b7 чёрная пешка · d7 чёрная пешка · e7 чёрная пешка · f7 чёрная пешка · g7 чёрная пешка · h7 чёрная пешка · c6 чёрный конь · b5 белый слон · c5 чёрная пешка · e4 белая пешка · f3 белый конь · a2 белая пешка · b2 белая пешка · c2 белая пешка · d2 белая пешка · f2 белая пешка · g2 белая пешка · h2 белая пешка · a1 белая ладья · b1 белый конь · c1 белый слон · d1 белый ферзь · e1 белый король · h1 белая ладья | a8 чёрная ладья · c8 чёрный слон · d8 чёрный ферзь · e8 чёрный король · f8 чёрный слон · g8 чёрный конь · h8 чёрная ладья · a7 чёрная пешка · b7 чёрная пешка · d7 чёрная пешка · e7 чёрная пешка · f7 чёрная пешка · g7 чёрная пешка · h7 чёрная пешка · c6 чёрный конь · b5 белый слон · c5 чёрная пешка · e4 белая пешка · f3 белый конь · a2 белая пешка · b2 белая пешка · c2 белая пешка · d2 белая пешка · f2 белая пешка · g2 белая пешка · h2 белая пешка · a1 белая ладья · b1 белый конь · c1 белый слон · d1 белый ферзь · e1 белый король · h1 белая ладья | a8 чёрная ладья · c8 чёрный слон · d8 чёрный ферзь · e8 чёрный король · f8 чёрный слон · g8 чёрный конь · h8 чёрная ладья · a7 чёрная пешка · b7 чёрная пешка · d7 чёрная пешка · e7 чёрная пешка · f7 чёрная пешка · g7 чёрная пешка · h7 чёрная пешка · c6 чёрный конь · b5 белый слон · c5 чёрная пешка · e4 белая пешка · f3 белый конь · a2 белая пешка · b2 белая пешка · c2 белая пешка · d2 белая пешка · f2 белая пешка · g2 белая пешка · h2 белая пешка · a1 белая ладья · b1 белый конь · c1 белый слон · d1 белый ферзь · e1 белый король · h1 белая ладья | a8 чёрная ладья · c8 чёрный слон · d8 чёрный ферзь · e8 чёрный король · f8 чёрный слон · g8 чёрный конь · h8 чёрная ладья · a7 чёрная пешка · b7 чёрная пешка · d7 чёрная пешка · e7 чёрная пешка · f7 чёрная пешка · g7 чёрная пешка · h7 чёрная пешка · c6 чёрный конь · b5 белый слон · c5 чёрная пешка · e4 белая пешка · f3 белый конь · a2 белая пешка · b2 белая пешка · c2 белая пешка · d2 белая пешка · f2 белая пешка · g2 белая пешка · h2 белая пешка · a1 белая ладья · b1 белый конь · c1 белый слон · d1 белый ферзь · e1 белый король · h1 белая ладья | a8 чёрная ладья · c8 чёрный слон · d8 чёрный ферзь · e8 чёрный король · f8 чёрный слон · g8 чёрный конь · h8 чёрная ладья · a7 чёрная пешка · b7 чёрная пешка · d7 чёрная пешка · e7 чёрная пешка · f7 чёрная пешка · g7 чёрная пешка · h7 чёрная пешка · c6 чёрный конь · b5 белый слон · c5 чёрная пешка · e4 белая пешка · f3 белый конь · a2 белая пешка · b2 белая пешка · c2 белая пешка · d2 белая пешка · f2 белая пешка · g2 белая пешка · h2 белая пешка · a1 белая ладья · b1 белый конь · c1 белый слон · d1 белый ферзь · e1 белый король · h1 белая ладья | a8 чёрная ладья · c8 чёрный слон · d8 чёрный ферзь · e8 чёрный король · f8 чёрный слон · g8 чёрный конь · h8 чёрная ладья · a7 чёрная пешка · b7 чёрная пешка · d7 чёрная пешка · e7 чёрная пешка · f7 чёрная пешка · g7 чёрная пешка · h7 чёрная пешка · c6 чёрный конь · b5 белый слон · c5 чёрная пешка · e4 белая пешка · f3 белый конь · a2 белая пешка · b2 белая пешка · c2 белая пешка · d2 белая пешка · f2 белая пешка · g2 белая пешка · h2 белая пешка · a1 белая ладья · b1 белый конь · c1 белый слон · d1 белый ферзь · e1 белый король · h1 белая ладья | a8 чёрная ладья · c8 чёрный слон · d8 чёрный ферзь · e8 чёрный король · f8 чёрный слон · g8 чёрный конь · h8 чёрная ладья · a7 чёрная пешка · b7 чёрная пешка · d7 чёрная пешка · e7 чёрная пешка · f7 чёрная пешка · g7 чёрная пешка · h7 чёрная пешка · c6 чёрный конь · b5 белый слон · c5 чёрная пешка · e4 белая пешка · f3 белый конь · a2 белая пешка · b2 белая пешка · c2 белая пешка · d2 белая пешка · f2 белая пешка · g2 белая пешка · h2 белая пешка · a1 белая ладья · b1 белый конь · c1 белый слон · d1 белый ферзь · e1 белый король · h1 белая ладья | a8 чёрная ладья · c8 чёрный слон · d8 чёрный ферзь · e8 чёрный король · f8 чёрный слон · g8 чёрный конь · h8 чёрная ладья · a7 чёрная пешка · b7 чёрная пешка · d7 чёрная пешка · e7 чёрная пешка · f7 чёрная пешка · g7 чёрная пешка · h7 чёрная пешка · c6 чёрный конь · b5 белый слон · c5 чёрная пешка · e4 белая пешка · f3 белый конь · a2 белая пешка · b2 белая пешка · c2 белая пешка · d2 белая пешка · f2 белая пешка · g2 белая пешка · h2 белая пешка · a1 белая ладья · b1 белый конь · c1 белый слон · d1 белый ферзь · e1 белый король · h1 белая ладья | 4 |
| 3 | a8 чёрная ладья · c8 чёрный слон · d8 чёрный ферзь · e8 чёрный король · f8 чёрный слон · g8 чёрный конь · h8 чёрная ладья · a7 чёрная пешка · b7 чёрная пешка · d7 чёрная пешка · e7 чёрная пешка · f7 чёрная пешка · g7 чёрная пешка · h7 чёрная пешка · c6 чёрный конь · b5 белый слон · c5 чёрная пешка · e4 белая пешка · f3 белый конь · a2 белая пешка · b2 белая пешка · c2 белая пешка · d2 белая пешка · f2 белая пешка · g2 белая пешка · h2 белая пешка · a1 белая ладья · b1 белый конь · c1 белый слон · d1 белый ферзь · e1 белый король · h1 белая ладья | a8 чёрная ладья · c8 чёрный слон · d8 чёрный ферзь · e8 чёрный король · f8 чёрный слон · g8 чёрный конь · h8 чёрная ладья · a7 чёрная пешка · b7 чёрная пешка · d7 чёрная пешка · e7 чёрная пешка · f7 чёрная пешка · g7 чёрная пешка · h7 чёрная пешка · c6 чёрный конь · b5 белый слон · c5 чёрная пешка · e4 белая пешка · f3 белый конь · a2 белая пешка · b2 белая пешка · c2 белая пешка · d2 белая пешка · f2 белая пешка · g2 белая пешка · h2 белая пешка · a1 белая ладья · b1 белый конь · c1 белый слон · d1 белый ферзь · e1 белый король · h1 белая ладья | a8 чёрная ладья · c8 чёрный слон · d8 чёрный ферзь · e8 чёрный король · f8 чёрный слон · g8 чёрный конь · h8 чёрная ладья · a7 чёрная пешка · b7 чёрная пешка · d7 чёрная пешка · e7 чёрная пешка · f7 чёрная пешка · g7 чёрная пешка · h7 чёрная пешка · c6 чёрный конь · b5 белый слон · c5 чёрная пешка · e4 белая пешка · f3 белый конь · a2 белая пешка · b2 белая пешка · c2 белая пешка · d2 белая пешка · f2 белая пешка · g2 белая пешка · h2 белая пешка · a1 белая ладья · b1 белый конь · c1 белый слон · d1 белый ферзь · e1 белый король · h1 белая ладья | a8 чёрная ладья · c8 чёрный слон · d8 чёрный ферзь · e8 чёрный король · f8 чёрный слон · g8 чёрный конь · h8 чёрная ладья · a7 чёрная пешка · b7 чёрная пешка · d7 чёрная пешка · e7 чёрная пешка · f7 чёрная пешка · g7 чёрная пешка · h7 чёрная пешка · c6 чёрный конь · b5 белый слон · c5 чёрная пешка · e4 белая пешка · f3 белый конь · a2 белая пешка · b2 белая пешка · c2 белая пешка · d2 белая пешка · f2 белая пешка · g2 белая пешка · h2 белая пешка · a1 белая ладья · b1 белый конь · c1 белый слон · d1 белый ферзь · e1 белый король · h1 белая ладья | a8 чёрная ладья · c8 чёрный слон · d8 чёрный ферзь · e8 чёрный король · f8 чёрный слон · g8 чёрный конь · h8 чёрная ладья · a7 чёрная пешка · b7 чёрная пешка · d7 чёрная пешка · e7 чёрная пешка · f7 чёрная пешка · g7 чёрная пешка · h7 чёрная пешка · c6 чёрный конь · b5 белый слон · c5 чёрная пешка · e4 белая пешка · f3 белый конь · a2 белая пешка · b2 белая пешка · c2 белая пешка · d2 белая пешка · f2 белая пешка · g2 белая пешка · h2 белая пешка · a1 белая ладья · b1 белый конь · c1 белый слон · d1 белый ферзь · e1 белый король · h1 белая ладья | a8 чёрная ладья · c8 чёрный слон · d8 чёрный ферзь · e8 чёрный король · f8 чёрный слон · g8 чёрный конь · h8 чёрная ладья · a7 чёрная пешка · b7 чёрная пешка · d7 чёрная пешка · e7 чёрная пешка · f7 чёрная пешка · g7 чёрная пешка · h7 чёрная пешка · c6 чёрный конь · b5 белый слон · c5 чёрная пешка · e4 белая пешка · f3 белый конь · a2 белая пешка · b2 белая пешка · c2 белая пешка · d2 белая пешка · f2 белая пешка · g2 белая пешка · h2 белая пешка · a1 белая ладья · b1 белый конь · c1 белый слон · d1 белый ферзь · e1 белый король · h1 белая ладья | a8 чёрная ладья · c8 чёрный слон · d8 чёрный ферзь · e8 чёрный король · f8 чёрный слон · g8 чёрный конь · h8 чёрная ладья · a7 чёрная пешка · b7 чёрная пешка · d7 чёрная пешка · e7 чёрная пешка · f7 чёрная пешка · g7 чёрная пешка · h7 чёрная пешка · c6 чёрный конь · b5 белый слон · c5 чёрная пешка · e4 белая пешка · f3 белый конь · a2 белая пешка · b2 белая пешка · c2 белая пешка · d2 белая пешка · f2 белая пешка · g2 белая пешка · h2 белая пешка · a1 белая ладья · b1 белый конь · c1 белый слон · d1 белый ферзь · e1 белый король · h1 белая ладья | a8 чёрная ладья · c8 чёрный слон · d8 чёрный ферзь · e8 чёрный король · f8 чёрный слон · g8 чёрный конь · h8 чёрная ладья · a7 чёрная пешка · b7 чёрная пешка · d7 чёрная пешка · e7 чёрная пешка · f7 чёрная пешка · g7 чёрная пешка · h7 чёрная пешка · c6 чёрный конь · b5 белый слон · c5 чёрная пешка · e4 белая пешка · f3 белый конь · a2 белая пешка · b2 белая пешка · c2 белая пешка · d2 белая пешка · f2 белая пешка · g2 белая пешка · h2 белая пешка · a1 белая ладья · b1 белый конь · c1 белый слон · d1 белый ферзь · e1 белый король · h1 белая ладья | 3 |
| 2 | a8 чёрная ладья · c8 чёрный слон · d8 чёрный ферзь · e8 чёрный король · f8 чёрный слон · g8 чёрный конь · h8 чёрная ладья · a7 чёрная пешка · b7 чёрная пешка · d7 чёрная пешка · e7 чёрная пешка · f7 чёрная пешка · g7 чёрная пешка · h7 чёрная пешка · c6 чёрный конь · b5 белый слон · c5 чёрная пешка · e4 белая пешка · f3 белый конь · a2 белая пешка · b2 белая пешка · c2 белая пешка · d2 белая пешка · f2 белая пешка · g2 белая пешка · h2 белая пешка · a1 белая ладья · b1 белый конь · c1 белый слон · d1 белый ферзь · e1 белый король · h1 белая ладья | a8 чёрная ладья · c8 чёрный слон · d8 чёрный ферзь · e8 чёрный король · f8 чёрный слон · g8 чёрный конь · h8 чёрная ладья · a7 чёрная пешка · b7 чёрная пешка · d7 чёрная пешка · e7 чёрная пешка · f7 чёрная пешка · g7 чёрная пешка · h7 чёрная пешка · c6 чёрный конь · b5 белый слон · c5 чёрная пешка · e4 белая пешка · f3 белый конь · a2 белая пешка · b2 белая пешка · c2 белая пешка · d2 белая пешка · f2 белая пешка · g2 белая пешка · h2 белая пешка · a1 белая ладья · b1 белый конь · c1 белый слон · d1 белый ферзь · e1 белый король · h1 белая ладья | a8 чёрная ладья · c8 чёрный слон · d8 чёрный ферзь · e8 чёрный король · f8 чёрный слон · g8 чёрный конь · h8 чёрная ладья · a7 чёрная пешка · b7 чёрная пешка · d7 чёрная пешка · e7 чёрная пешка · f7 чёрная пешка · g7 чёрная пешка · h7 чёрная пешка · c6 чёрный конь · b5 белый слон · c5 чёрная пешка · e4 белая пешка · f3 белый конь · a2 белая пешка · b2 белая пешка · c2 белая пешка · d2 белая пешка · f2 белая пешка · g2 белая пешка · h2 белая пешка · a1 белая ладья · b1 белый конь · c1 белый слон · d1 белый ферзь · e1 белый король · h1 белая ладья | a8 чёрная ладья · c8 чёрный слон · d8 чёрный ферзь · e8 чёрный король · f8 чёрный слон · g8 чёрный конь · h8 чёрная ладья · a7 чёрная пешка · b7 чёрная пешка · d7 чёрная пешка · e7 чёрная пешка · f7 чёрная пешка · g7 чёрная пешка · h7 чёрная пешка · c6 чёрный конь · b5 белый слон · c5 чёрная пешка · e4 белая пешка · f3 белый конь · a2 белая пешка · b2 белая пешка · c2 белая пешка · d2 белая пешка · f2 белая пешка · g2 белая пешка · h2 белая пешка · a1 белая ладья · b1 белый конь · c1 белый слон · d1 белый ферзь · e1 белый король · h1 белая ладья | a8 чёрная ладья · c8 чёрный слон · d8 чёрный ферзь · e8 чёрный король · f8 чёрный слон · g8 чёрный конь · h8 чёрная ладья · a7 чёрная пешка · b7 чёрная пешка · d7 чёрная пешка · e7 чёрная пешка · f7 чёрная пешка · g7 чёрная пешка · h7 чёрная пешка · c6 чёрный конь · b5 белый слон · c5 чёрная пешка · e4 белая пешка · f3 белый конь · a2 белая пешка · b2 белая пешка · c2 белая пешка · d2 белая пешка · f2 белая пешка · g2 белая пешка · h2 белая пешка · a1 белая ладья · b1 белый конь · c1 белый слон · d1 белый ферзь · e1 белый король · h1 белая ладья | a8 чёрная ладья · c8 чёрный слон · d8 чёрный ферзь · e8 чёрный король · f8 чёрный слон · g8 чёрный конь · h8 чёрная ладья · a7 чёрная пешка · b7 чёрная пешка · d7 чёрная пешка · e7 чёрная пешка · f7 чёрная пешка · g7 чёрная пешка · h7 чёрная пешка · c6 чёрный конь · b5 белый слон · c5 чёрная пешка · e4 белая пешка · f3 белый конь · a2 белая пешка · b2 белая пешка · c2 белая пешка · d2 белая пешка · f2 белая пешка · g2 белая пешка · h2 белая пешка · a1 белая ладья · b1 белый конь · c1 белый слон · d1 белый ферзь · e1 белый король · h1 белая ладья | a8 чёрная ладья · c8 чёрный слон · d8 чёрный ферзь · e8 чёрный король · f8 чёрный слон · g8 чёрный конь · h8 чёрная ладья · a7 чёрная пешка · b7 чёрная пешка · d7 чёрная пешка · e7 чёрная пешка · f7 чёрная пешка · g7 чёрная пешка · h7 чёрная пешка · c6 чёрный конь · b5 белый слон · c5 чёрная пешка · e4 белая пешка · f3 белый конь · a2 белая пешка · b2 белая пешка · c2 белая пешка · d2 белая пешка · f2 белая пешка · g2 белая пешка · h2 белая пешка · a1 белая ладья · b1 белый конь · c1 белый слон · d1 белый ферзь · e1 белый король · h1 белая ладья | a8 чёрная ладья · c8 чёрный слон · d8 чёрный ферзь · e8 чёрный король · f8 чёрный слон · g8 чёрный конь · h8 чёрная ладья · a7 чёрная пешка · b7 чёрная пешка · d7 чёрная пешка · e7 чёрная пешка · f7 чёрная пешка · g7 чёрная пешка · h7 чёрная пешка · c6 чёрный конь · b5 белый слон · c5 чёрная пешка · e4 белая пешка · f3 белый конь · a2 белая пешка · b2 белая пешка · c2 белая пешка · d2 белая пешка · f2 белая пешка · g2 белая пешка · h2 белая пешка · a1 белая ладья · b1 белый конь · c1 белый слон · d1 белый ферзь · e1 белый король · h1 белая ладья | 2 |
| 1 | a8 чёрная ладья · c8 чёрный слон · d8 чёрный ферзь · e8 чёрный король · f8 чёрный слон · g8 чёрный конь · h8 чёрная ладья · a7 чёрная пешка · b7 чёрная пешка · d7 чёрная пешка · e7 чёрная пешка · f7 чёрная пешка · g7 чёрная пешка · h7 чёрная пешка · c6 чёрный конь · b5 белый слон · c5 чёрная пешка · e4 белая пешка · f3 белый конь · a2 белая пешка · b2 белая пешка · c2 белая пешка · d2 белая пешка · f2 белая пешка · g2 белая пешка · h2 белая пешка · a1 белая ладья · b1 белый конь · c1 белый слон · d1 белый ферзь · e1 белый король · h1 белая ладья | a8 чёрная ладья · c8 чёрный слон · d8 чёрный ферзь · e8 чёрный король · f8 чёрный слон · g8 чёрный конь · h8 чёрная ладья · a7 чёрная пешка · b7 чёрная пешка · d7 чёрная пешка · e7 чёрная пешка · f7 чёрная пешка · g7 чёрная пешка · h7 чёрная пешка · c6 чёрный конь · b5 белый слон · c5 чёрная пешка · e4 белая пешка · f3 белый конь · a2 белая пешка · b2 белая пешка · c2 белая пешка · d2 белая пешка · f2 белая пешка · g2 белая пешка · h2 белая пешка · a1 белая ладья · b1 белый конь · c1 белый слон · d1 белый ферзь · e1 белый король · h1 белая ладья | a8 чёрная ладья · c8 чёрный слон · d8 чёрный ферзь · e8 чёрный король · f8 чёрный слон · g8 чёрный конь · h8 чёрная ладья · a7 чёрная пешка · b7 чёрная пешка · d7 чёрная пешка · e7 чёрная пешка · f7 чёрная пешка · g7 чёрная пешка · h7 чёрная пешка · c6 чёрный конь · b5 белый слон · c5 чёрная пешка · e4 белая пешка · f3 белый конь · a2 белая пешка · b2 белая пешка · c2 белая пешка · d2 белая пешка · f2 белая пешка · g2 белая пешка · h2 белая пешка · a1 белая ладья · b1 белый конь · c1 белый слон · d1 белый ферзь · e1 белый король · h1 белая ладья | a8 чёрная ладья · c8 чёрный слон · d8 чёрный ферзь · e8 чёрный король · f8 чёрный слон · g8 чёрный конь · h8 чёрная ладья · a7 чёрная пешка · b7 чёрная пешка · d7 чёрная пешка · e7 чёрная пешка · f7 чёрная пешка · g7 чёрная пешка · h7 чёрная пешка · c6 чёрный конь · b5 белый слон · c5 чёрная пешка · e4 белая пешка · f3 белый конь · a2 белая пешка · b2 белая пешка · c2 белая пешка · d2 белая пешка · f2 белая пешка · g2 белая пешка · h2 белая пешка · a1 белая ладья · b1 белый конь · c1 белый слон · d1 белый ферзь · e1 белый король · h1 белая ладья | a8 чёрная ладья · c8 чёрный слон · d8 чёрный ферзь · e8 чёрный король · f8 чёрный слон · g8 чёрный конь · h8 чёрная ладья · a7 чёрная пешка · b7 чёрная пешка · d7 чёрная пешка · e7 чёрная пешка · f7 чёрная пешка · g7 чёрная пешка · h7 чёрная пешка · c6 чёрный конь · b5 белый слон · c5 чёрная пешка · e4 белая пешка · f3 белый конь · a2 белая пешка · b2 белая пешка · c2 белая пешка · d2 белая пешка · f2 белая пешка · g2 белая пешка · h2 белая пешка · a1 белая ладья · b1 белый конь · c1 белый слон · d1 белый ферзь · e1 белый король · h1 белая ладья | a8 чёрная ладья · c8 чёрный слон · d8 чёрный ферзь · e8 чёрный король · f8 чёрный слон · g8 чёрный конь · h8 чёрная ладья · a7 чёрная пешка · b7 чёрная пешка · d7 чёрная пешка · e7 чёрная пешка · f7 чёрная пешка · g7 чёрная пешка · h7 чёрная пешка · c6 чёрный конь · b5 белый слон · c5 чёрная пешка · e4 белая пешка · f3 белый конь · a2 белая пешка · b2 белая пешка · c2 белая пешка · d2 белая пешка · f2 белая пешка · g2 белая пешка · h2 белая пешка · a1 белая ладья · b1 белый конь · c1 белый слон · d1 белый ферзь · e1 белый король · h1 белая ладья | a8 чёрная ладья · c8 чёрный слон · d8 чёрный ферзь · e8 чёрный король · f8 чёрный слон · g8 чёрный конь · h8 чёрная ладья · a7 чёрная пешка · b7 чёрная пешка · d7 чёрная пешка · e7 чёрная пешка · f7 чёрная пешка · g7 чёрная пешка · h7 чёрная пешка · c6 чёрный конь · b5 белый слон · c5 чёрная пешка · e4 белая пешка · f3 белый конь · a2 белая пешка · b2 белая пешка · c2 белая пешка · d2 белая пешка · f2 белая пешка · g2 белая пешка · h2 белая пешка · a1 белая ладья · b1 белый конь · c1 белый слон · d1 белый ферзь · e1 белый король · h1 белая ладья | a8 чёрная ладья · c8 чёрный слон · d8 чёрный ферзь · e8 чёрный король · f8 чёрный слон · g8 чёрный конь · h8 чёрная ладья · a7 чёрная пешка · b7 чёрная пешка · d7 чёрная пешка · e7 чёрная пешка · f7 чёрная пешка · g7 чёрная пешка · h7 чёрная пешка · c6 чёрный конь · b5 белый слон · c5 чёрная пешка · e4 белая пешка · f3 белый конь · a2 белая пешка · b2 белая пешка · c2 белая пешка · d2 белая пешка · f2 белая пешка · g2 белая пешка · h2 белая пешка · a1 белая ладья · b1 белый конь · c1 белый слон · d1 белый ферзь · e1 белый король · h1 белая ладья | 1 |
|   | a | b | c | d | e | f | g | h |   |

|   | a | b | c | d | e | f | g | h |   |
| - | --- | --- | --- | --- | --- | --- | --- | --- | - |
| 8 | h8 белая ладья · g7 чёрная пешка · g6 чёрная ладья · h6 белая пешка · a5 белый король · a3 чёрный король | h8 белая ладья · g7 чёрная пешка · g6 чёрная ладья · h6 белая пешка · a5 белый король · a3 чёрный король | h8 белая ладья · g7 чёрная пешка · g6 чёрная ладья · h6 белая пешка · a5 белый король · a3 чёрный король | h8 белая ладья · g7 чёрная пешка · g6 чёрная ладья · h6 белая пешка · a5 белый король · a3 чёрный король | h8 белая ладья · g7 чёрная пешка · g6 чёрная ладья · h6 белая пешка · a5 белый король · a3 чёрный король | h8 белая ладья · g7 чёрная пешка · g6 чёрная ладья · h6 белая пешка · a5 белый король · a3 чёрный король | h8 белая ладья · g7 чёрная пешка · g6 чёрная ладья · h6 белая пешка · a5 белый король · a3 чёрный король | h8 белая ладья · g7 чёрная пешка · g6 чёрная ладья · h6 белая пешка · a5 белый король · a3 чёрный король | 8 |
| 7 | h8 белая ладья · g7 чёрная пешка · g6 чёрная ладья · h6 белая пешка · a5 белый король · a3 чёрный король | h8 белая ладья · g7 чёрная пешка · g6 чёрная ладья · h6 белая пешка · a5 белый король · a3 чёрный король | h8 белая ладья · g7 чёрная пешка · g6 чёрная ладья · h6 белая пешка · a5 белый король · a3 чёрный король | h8 белая ладья · g7 чёрная пешка · g6 чёрная ладья · h6 белая пешка · a5 белый король · a3 чёрный король | h8 белая ладья · g7 чёрная пешка · g6 чёрная ладья · h6 белая пешка · a5 белый король · a3 чёрный король | h8 белая ладья · g7 чёрная пешка · g6 чёрная ладья · h6 белая пешка · a5 белый король · a3 чёрный король | h8 белая ладья · g7 чёрная пешка · g6 чёрная ладья · h6 белая пешка · a5 белый король · a3 чёрный король | h8 белая ладья · g7 чёрная пешка · g6 чёрная ладья · h6 белая пешка · a5 белый король · a3 чёрный король | 7 |
| 6 | h8 белая ладья · g7 чёрная пешка · g6 чёрная ладья · h6 белая пешка · a5 белый король · a3 чёрный король | h8 белая ладья · g7 чёрная пешка · g6 чёрная ладья · h6 белая пешка · a5 белый король · a3 чёрный король | h8 белая ладья · g7 чёрная пешка · g6 чёрная ладья · h6 белая пешка · a5 белый король · a3 чёрный король | h8 белая ладья · g7 чёрная пешка · g6 чёрная ладья · h6 белая пешка · a5 белый король · a3 чёрный король | h8 белая ладья · g7 чёрная пешка · g6 чёрная ладья · h6 белая пешка · a5 белый король · a3 чёрный король | h8 белая ладья · g7 чёрная пешка · g6 чёрная ладья · h6 белая пешка · a5 белый король · a3 чёрный король | h8 белая ладья · g7 чёрная пешка · g6 чёрная ладья · h6 белая пешка · a5 белый король · a3 чёрный король | h8 белая ладья · g7 чёрная пешка · g6 чёрная ладья · h6 белая пешка · a5 белый король · a3 чёрный король | 6 |
| 5 | h8 белая ладья · g7 чёрная пешка · g6 чёрная ладья · h6 белая пешка · a5 белый король · a3 чёрный король | h8 белая ладья · g7 чёрная пешка · g6 чёрная ладья · h6 белая пешка · a5 белый король · a3 чёрный король | h8 белая ладья · g7 чёрная пешка · g6 чёрная ладья · h6 белая пешка · a5 белый король · a3 чёрный король | h8 белая ладья · g7 чёрная пешка · g6 чёрная ладья · h6 белая пешка · a5 белый король · a3 чёрный король | h8 белая ладья · g7 чёрная пешка · g6 чёрная ладья · h6 белая пешка · a5 белый король · a3 чёрный король | h8 белая ладья · g7 чёрная пешка · g6 чёрная ладья · h6 белая пешка · a5 белый король · a3 чёрный король | h8 белая ладья · g7 чёрная пешка · g6 чёрная ладья · h6 белая пешка · a5 белый король · a3 чёрный король | h8 белая ладья · g7 чёрная пешка · g6 чёрная ладья · h6 белая пешка · a5 белый король · a3 чёрный король | 5 |
| 4 | h8 белая ладья · g7 чёрная пешка · g6 чёрная ладья · h6 белая пешка · a5 белый король · a3 чёрный король | h8 белая ладья · g7 чёрная пешка · g6 чёрная ладья · h6 белая пешка · a5 белый король · a3 чёрный король | h8 белая ладья · g7 чёрная пешка · g6 чёрная ладья · h6 белая пешка · a5 белый король · a3 чёрный король | h8 белая ладья · g7 чёрная пешка · g6 чёрная ладья · h6 белая пешка · a5 белый король · a3 чёрный король | h8 белая ладья · g7 чёрная пешка · g6 чёрная ладья · h6 белая пешка · a5 белый король · a3 чёрный король | h8 белая ладья · g7 чёрная пешка · g6 чёрная ладья · h6 белая пешка · a5 белый король · a3 чёрный король | h8 белая ладья · g7 чёрная пешка · g6 чёрная ладья · h6 белая пешка · a5 белый король · a3 чёрный король | h8 белая ладья · g7 чёрная пешка · g6 чёрная ладья · h6 белая пешка · a5 белый король · a3 чёрный король | 4 |
| 3 | h8 белая ладья · g7 чёрная пешка · g6 чёрная ладья · h6 белая пешка · a5 белый король · a3 чёрный король | h8 белая ладья · g7 чёрная пешка · g6 чёрная ладья · h6 белая пешка · a5 белый король · a3 чёрный король | h8 белая ладья · g7 чёрная пешка · g6 чёрная ладья · h6 белая пешка · a5 белый король · a3 чёрный король | h8 белая ладья · g7 чёрная пешка · g6 чёрная ладья · h6 белая пешка · a5 белый король · a3 чёрный король | h8 белая ладья · g7 чёрная пешка · g6 чёрная ладья · h6 белая пешка · a5 белый король · a3 чёрный король | h8 белая ладья · g7 чёрная пешка · g6 чёрная ладья · h6 белая пешка · a5 белый король · a3 чёрный король | h8 белая ладья · g7 чёрная пешка · g6 чёрная ладья · h6 белая пешка · a5 белый король · a3 чёрный король | h8 белая ладья · g7 чёрная пешка · g6 чёрная ладья · h6 белая пешка · a5 белый король · a3 чёрный король | 3 |
| 2 | h8 белая ладья · g7 чёрная пешка · g6 чёрная ладья · h6 белая пешка · a5 белый король · a3 чёрный король | h8 белая ладья · g7 чёрная пешка · g6 чёрная ладья · h6 белая пешка · a5 белый король · a3 чёрный король | h8 белая ладья · g7 чёрная пешка · g6 чёрная ладья · h6 белая пешка · a5 белый король · a3 чёрный король | h8 белая ладья · g7 чёрная пешка · g6 чёрная ладья · h6 белая пешка · a5 белый король · a3 чёрный король | h8 белая ладья · g7 чёрная пешка · g6 чёрная ладья · h6 белая пешка · a5 белый король · a3 чёрный король | h8 белая ладья · g7 чёрная пешка · g6 чёрная ладья · h6 белая пешка · a5 белый король · a3 чёрный король | h8 белая ладья · g7 чёрная пешка · g6 чёрная ладья · h6 белая пешка · a5 белый король · a3 чёрный король | h8 белая ладья · g7 чёрная пешка · g6 чёрная ладья · h6 белая пешка · a5 белый король · a3 чёрный король | 2 |
| 1 | h8 белая ладья · g7 чёрная пешка · g6 чёрная ладья · h6 белая пешка · a5 белый король · a3 чёрный король | h8 белая ладья · g7 чёрная пешка · g6 чёрная ладья · h6 белая пешка · a5 белый король · a3 чёрный король | h8 белая ладья · g7 чёрная пешка · g6 чёрная ладья · h6 белая пешка · a5 белый король · a3 чёрный король | h8 белая ладья · g7 чёрная пешка · g6 чёрная ладья · h6 белая пешка · a5 белый король · a3 чёрный король | h8 белая ладья · g7 чёрная пешка · g6 чёрная ладья · h6 белая пешка · a5 белый король · a3 чёрный король | h8 белая ладья · g7 чёрная пешка · g6 чёрная ладья · h6 белая пешка · a5 белый король · a3 чёрный король | h8 белая ладья · g7 чёрная пешка · g6 чёрная ладья · h6 белая пешка · a5 белый король · a3 чёрный король | h8 белая ладья · g7 чёрная пешка · g6 чёрная ладья · h6 белая пешка · a5 белый король · a3 чёрный король | 1 |
|   | a | b | c | d | e | f | g | h |   |

1.h7 Лh6 2.Kpb5 Kpb3 3.Kpc5 Kpc3 4.Kpd5 Kpd3 5.Kpe5 Kpe3 6.Kpf5 Kpf3 7.Лf8! Л:h7 8.Kpg6+
Николай Спиридонович Россолимо родился в Киеве в семье русского художника Спиридона Россолимо и его жены Ксении Николаевны (урожд. Скугаревская). Племянник известного русского невролога и психиатра Григория Россолимо. Шахматная юность Россолимо прошла в Москве. В 1929 году, благодаря греческой национальности отца, Россолимо выехал за границу и вскоре поселился в Париже. Во Франции быстро выдвинулся в число ведущих мастеров. 7 раз завоёвывал первенство Парижа, а в 1948 году стал чемпионом страны. Сыграл два матча с Тартаковером (1948) — 6 : 6 (+1 −1 =10), (1949) — 5 : 5 (+5 −5 =0).
Первым международным успехом Россолимо явилась победа в Париже в 1939 году. После окончания войны выбрал трудный путь шахматиста-профессионала. Успехи у Россолимо чередовались со средними результатами и неудачами, но он завоевал немало высоких отличий.
1947 — Хилверсюм (зональный турнир), 7-8; 1948 — Бевервейк, 3-4, Бад-Гаштайн, 2-3; 1948/1949 — Гастингс, 1; 1949 — Саутси, 1, Хайдельберг, 2, Тренчьянске Теплице, 4-5, Венеция, 2, Хихон, 1; 1949/1950 — Гастингс, 2; 1950 — Бевервейк, 2-3, Венеция, 3, Амстердам, 8 (в том же году Россолимо удостоен звания международного мастера); 1950/1951 — Гастингс, 2-3; 1951 — Саутси, 1-2, турнир памяти Стаунтона, 5-8; 1952 — Гавана, 6; Бевервейк, 1, Саар, 1.
В 1952 году Россолимо с семьёй — женой Верой и сыном Александром — переехал в США, к матери и отцу. На новом месте его ждали неудачи (открытое первенство США, 1953, 3-8, чемпионат США, 1954, 6-7). В панамериканском турнире в Голливуде, 1954, делил 3-4 места, а в открытом первенстве США, 1955 — 1-2 места с Решевским, но по системе коэффициентов был признан победителем. С тех пор имя Россолимо относительно редко появляется на турнирных таблицах. Он выступал в XIII, XIV и XVII олимпиадах (ещё раньше, в 1950, играл в Турнире наций от Франции, а также в 1972).
Турниры в Америке проводились гораздо реже, чем в Европе, и Россолимо, в 1953 году ставшему гроссмейстером, по приезде в США одно время приходилось работать в прачечной, помощником официанта, водителем такси, аккордеонистом и певцом… Известна его легендарная «Шахматная студия» на Манхэттене — нечто вроде кафе, где кроме пищи и напитков продавались шахматные комплекты и книги, к тому же посетители могли играть в шахматы между собой, а иногда и с хозяином заведения.
В 1975 году занял 3 место в Мировом Опене (Нью-Йорк). Вскоре после этого успеха, упав на лестнице, скончался в госпитале от последствий травмы головы.
Имя Н. Россолимо носит один из вариантов сицилианской защиты. В 1920-е и 1930-е годы Россолимо — автор ряда этюдов, опубликованных в советской и западной прессе.
Россолимо написал две книги: «Les échecs au coin du feu» (Шахматы у камина), собрание его шахматных этюдов и эндшпилей, с предисловием Тартаковера, изданная в Париже в 1947 году; и «Rossolimo’s Brilliancy Prizes» (Призы за красоту Россолимо), самоизданная в Нью-Йорке в 1970 году. Он также записал пластинку с песнями на русском, французском и английском языках, обложка которой была нарисована его другом, Марселем Дюшаном. Россолимо был обладателем коричневого пояса по дзюдо.

## Спортивные результаты
| Год       | Город               | Турнир                          | +  | − | =  | Результат | Место |
| --------- | ------------------- | ------------------------------- | -- | - | -- | --------- | ----- |
| 1934      | Париж               | Чемпионат Парижа                | 12 | 2 | 0  | 13 из 14  | 1     |
| 1938      | Париж               | Международный турнир            | 6  | 1 | 3  | 7½ из 10  | 2     |
| 1939      | Париж               | Международный турнир            | 9  | 0 | 5  | 11½ из 14 | 1     |
| 1947      | Хилверсюм           | Зональный турнир                | 5  | 5 | 3  | 6½ из 13  | 7-8   |
| 1948      | Париж               | Чемпионат Франции               | 5  | 0 | 3  | 6½ из 8   | 1     |
|           | Бевервейк           | Международный турнир            |    |   |    | 5 из 9    | 3-4   |
|           | Бад-Гаштайн         | Международный турнир            | 12 | 2 | 5  | 14½ из 19 | 2-3   |
|           | Париж               | Матч против Тартаковера         | 1  | 1 | 10 | 6 из 12   |       |
| 1948/1949 | Гастингс            | Международный турнир            | 4  | 0 | 5  | 6½ из 9   | 1     |
| 1949      | Саутси              | Международный турнир            | 8  | 0 | 2  | 9 из 10   | 1     |
|           | Хайдельберг         | Международный турнир            | 4  | 1 | 4  | 6 из 9    | 2     |
|           | Тренчьянске Теплице | Международный турнир            | 9  | 4 | 6  | 12 из 19  | 4-5   |
|           | Хихон               | Международный турнир            | 9  | 0 | 2  | 10 из 11  | 1     |
|           | Венеция             | Международный турнир            | 8  | 2 | 5  | 10½ из 15 | 2     |
|           | Париж               | Матч против Тартаковера         | 5  | 5 | 0  | 5 из 10   |       |
| 1949/1950 | Гастингс            | Международный турнир            | 6  | 0 | 3  | 7½ из 9   | 2     |
| 1950      | Бевервейк           | Международный турнир            | 4  | 1 | 4  | 6 из 9    | 2-3   |
|           | Хихон               | Международный турнир            | 7  | 1 | 3  | 8½ из 11  | 1     |
|           | Венеция             | Международный турнир            | 7  | 2 | 6  | 10 из 15  | 3     |
|           | Амстердам           | Международный турнир            | 5  | 2 | 12 | 11 из 19  | 8     |
|           | Мар-дель-Плата      | Международный турнир            | 5  | 3 | 9  | 9½ из 17  | 8     |
|           | Дубровник           | 9-я олимпиада                   | 7  | 1 | 4  | 9 из 12   | 2     |
| 1950/1951 | Гастингс            | Международный турнир            | 5  | 1 | 3  | 6½ из 9   | 2-3   |
| 1951      | Рейкьявик           | Международный турнир            |    |   |    | 7½ из 9   | 1     |
|           | Саутси              | Международный турнир            | 6  | 0 | 4  | 8 из 11   | 1-2   |
|           | Бильбао             | Международный турнир            | 9  | 0 | 0  | 9 из 9    | 1     |
|           | Ла-Корунья          | Международный турнир            |    |   |    | 6½ из 8   | 1     |
|           | Витория             | Международный турнир            | 6  | 0 | 1  | 6½ из 7   | 1     |
|           | Бирмингем           | Турнир памяти Г. Стаунтона      | 4  | 2 | 9  | 8½ из 15  | 5-8   |
| 1952      | Гавана              | Международный турнир            | 9  | 4 | 7  | 12½ из 20 | 6     |
|           | Саар                | Международный турнир            |    |   |    | из        | 1     |
|           | Нью-Йорк            | Матч против А. Бисгайера        | 1  | 0 | 1  | 1½ из 2   |       |
| 1953      | Милуоки             | Открытое первенство США         |    |   |    | из        | 3-8   |
|           | Бевервейк           | Международный турнир            | 7  | 0 | 4  | 9 из 11   | 1     |
| 1954      | Нью-Йорк            | Чемпионат США                   | 3  | 2 | 8  | 7 из 13   | 6-7   |
|           | Голливуд            | Pan American Chess Championship |    |   |    | из        | 3-4   |
| 1955      | Лонг-Бич            | Открытое первенство США         |    |   |    | 10 из 12  | 1     |
| 1957      | Таррагона           | Международный турнир            |    |   |    | 7½ из 9   | 2     |
| 1958      | Мюнхен              | 13-я олимпиада                  | 6  | 1 | 8  | 10 из 15  | 3     |
| 1960      | Лейпциг             | 14-я олимпиада                  | 2  | 1 | 3  | 3½ из 6   |       |
| 1965      | Нью-Йорк            | Чемпионат США                   |    |   |    | 6 из 11   | 6     |
| 1966      | Гавана              | 17-я олимпиада                  | 5  | 1 | 4  | 7 из 10   |       |
| 1967      | Вашингтон           | Eastern Open Chess Championship | 7  | 0 | 2  | 8 / 9     | 1     |
|           | Пуэрто-Рико         | Puerto Rico Open                | 5  | 0 | 2  | 6 / 7     | 1     |
| 1968      | Малага              | Международный турнир            |    |   |    | 5½ / 11   | 6-9   |
| 1969      | Монте-Карло         | Гроссмейстерский турнир         |    |   |    | 5½ / 11   | 7     |
|           | Вршац               | Международный турнир            |    |   |    | 8½ / 15   | 6-8   |
| 1972      | Скопье              | 20-я олимпиада                  | 7  | 6 | 4  | 9 из 17   |       |
| 1975      | Нью-Йорк            | Мировой Опен                    | 7  | 1 | 1  | 7½ из 9   | 3     |